# أشلي كامبوزانو
أشلي كامبوزانو (بالإنجليزية: Ashley Campuzano) هي ممثلة أمريكية، ولدت في 10 مارس 1992 في داوني في الولايات المتحدة.

## وصلات خارجية
- أشلي كامبوزانو على موقع IMDb (الإنجليزية)